# تشارلز إيرهارت
تشارلز إيرهارت هو رجل أعمال وكيميائي ألماني، ولد في 1821 في لودفيغسبورغ في ألمانيا، وتوفي في 1891. أسس تشارلز إيرهارت مع تشارلز فايزر شركة فايزر عام 1849 في الولايات المتحدة.